# Lycée privé Sainte-Geneviève
Lycée privé Sainte-Geneviève je soukromé lyceum, které se nachází ve Versailles a nabízí přípravné kurzy pro Grandes Écoles. Bylo založeno jezuity v Paříži v dubnu 1854. Často se mu přezdívá Ginette a někdy BJ, což znamená Boite à Jèzes (Případ jezuitů).
Sainte-Geneviève je známé tím, že má jednu z nejvyšších úspěšností u přijímacích zkoušek nejselektivnějších francouzských grandes écoles v oborech inženýrství (École Polytechnique, Mines ParisTech, École des Ponts ParisTech a CentraleSupélec) a obchodu (HEC Paris, ESSEC Business School a ESCP Business School).

## Slavní absolventi
- Saïd Ben Saïd, tuniský filmový producent